# 大橋重保
大橋 重保（おおはし しげやす）は、安土桃山時代から江戸時代初期の武将、書家。龍慶の号で知られる。右筆として豊臣秀頼や徳川将軍家に仕えた。大橋流開祖大橋重政の父で、自身も能書家として知られた。

## 生涯
大橋氏は河内国の武士で、父重慶は三好氏に仕えた。天正12年（1584年）羽柴秀次に従っていた父が小牧・長久手の戦いで戦死したため、伯母の元に引き取られる。天正18年（1590年）秀次より学問を収めるよう命じられて、南禅寺で以心崇伝に師事した。文禄4年（1595年）秀次が死ぬと西国に浪人し、後に片桐且元に仕え、さらに豊臣秀頼の右筆を務めるようになった。慶長19年（1614年）且元が大坂城を追われると、これに誼を通じて自らも大坂城を去った。大坂冬の陣では片桐隊に属して活躍した。しかし翌年の論功の時点では負傷により蟄居していたために恩賞に預かれなかった。元和3年（1617年）阿部正次に訴え出て相模高座郡に500石を与えられて右筆に取り立てられた。寛永10年（1633年）病を得て辞職・剃髪、翌年には嫡男重政に所領を継がせたが、引き続き将軍に近侍した。寛永11年（1634年）法印に叙せられる。寛永12年（1635年）牛込に所領を与えられる。牛込の隆慶橋・大橋は重保が将軍の命で架けた橋と伝わる。